# Trophée NHK 2014
Navigation
Édition précédente Édition suivante
Le Trophée NHK (en anglais : NHK Trophy) est une compétition internationale de patinage artistique qui se déroule au Japon au cours de l'automne. Il accueille des patineurs "amateurs" de niveau senior dans quatre catégories: simple messieurs, simple dames, couple artistique et danse sur glace.
Le trente-sixième Trophée NHK est organisé du 28 au 30 novembre 2014 au Namihaya Dome de Kadoma dans la préfecture d'Osaka. Il est la sixième compétition du Grand Prix ISU senior de la saison 2014/2015.

## Résultats

### Messieurs
| Rang | Nom              | Pays         | Points | Programme court | Programme court | Programme libre | Programme libre |
| ---- | ---------------- | ------------ | ------ | --------------- | --------------- | --------------- | --------------- |
| 1    | Daisuke Murakami | Japon        | 246.07 | 3               | 79.68           | 1               | 166.39          |
| 2    | Sergey Voronov   | Russie       | 236.65 | 4               | 78.93           | 2               | 157.72          |
| 3    | Takahito Mura    | Japon        | 234.44 | 1               | 86.28           | 4               | 148.16          |
| 4    | Yuzuru Hanyu     | Japon        | 229.80 | 5               | 78.01           | 3               | 151.79          |
| 5    | Jeremy Abbott    | États-Unis   | 229.65 | 2               | 81.51           | 5               | 148.14          |
| 6    | Elladj Baldé     | Canada       | 212.50 | 7               | 67.50           | 6               | 145.00          |
| 7    | Ross Miner       | États-Unis   | 205.36 | 10              | 63.36           | 7               | 142.00          |
| 8    | Jeremy Ten       | Canada       | 203.27 | 8               | 65.81           | 8               | 137.46          |
| 9    | Kim Jin-seo      | Corée du Sud | 197.20 | 9               | 65.69           | 9               | 131.51          |
| 10   | Ivan Righini     | Italie       | 196.22 | 6               | 70.27           | 10              | 125.95          |
| 11   | Joshua Farris    | États-Unis   | 169.88 | 11              | 58.35           | 11              | 111.53          |

### Dames
| Rang | Nom                  | Pays       | Points | Programme court | Programme court | Programme libre | Programme libre |
| ---- | -------------------- | ---------- | ------ | --------------- | --------------- | --------------- | --------------- |
| 1    | Gracie Gold          | États-Unis | 191.16 | 1               | 68.16           | 1               | 123.00          |
| 2    | Alena Leonova        | Russie     | 186.40 | 2               | 68.11           | 3               | 118.29          |
| 3    | Satoko Miyahara      | Japon      | 179.02 | 4               | 60.69           | 2               | 118.33          |
| 4    | Kanako Murakami      | Japon      | 173.09 | 3               | 64.38           | 7               | 108.71          |
| 5    | Riona Kato           | Japon      | 168.38 | 8               | 50.87           | 4               | 117.51          |
| 6    | Gabrielle Daleman    | Canada     | 164.74 | 7               | 53.46           | 6               | 111.28          |
| 7    | Li Zijun             | Chine      | 162.90 | 5               | 56.44           | 8               | 106.46          |
| 8    | Polina Edmunds       | États-Unis | 161.79 | 11              | 48.96           | 5               | 112.83          |
| 9    | Christina Gao        | États-Unis | 147.51 | 6               | 54.86           | 10              | 92.65           |
| 10   | Elene Gedevanishvili | Géorgie    | 142.96 | 9               | 50.18           | 9               | 92.78           |
| 11   | Anna Ovcharova       | Suisse     | 132.32 | 12              | 45.83           | 11              | 86.49           |
| 12   | Anne Line Gjersem    | Norvège    | 125.17 | 10              | 49.09           | 12              | 76.08           |

### Couples
| Rang | Nom                               | Pays       | Points | Programme court | Programme court | Programme libre | Programme libre |
| ---- | --------------------------------- | ---------- | ------ | --------------- | --------------- | --------------- | --------------- |
| 1    | Meagan Duhamel / Eric Radford     | Canada     | 199.78 | 1               | 72.70           | 1               | 127.08          |
| 2    | Yuko Kavaguti / Alexandre Smirnov | Russie     | 183.60 | 2               | 64.60           | 3               | 119.00          |
| 3    | Yu Xiaoyu / Jin Yang              | Chine      | 182.00 | 3               | 60.15           | 2               | 121.85          |
| 4    | Vera Bazarova / Andrei Deputat    | Russie     | 165.70 | 4               | 59.62           | 4               | 106.08          |
| 5    | Mari Vartmann / Aaron Van Cleave  | Allemagne  | 145.36 | 5               | 48.39           | 5               | 96.97           |
| 6    | DeeDee Leng / Simon Shnapir       | États-Unis | 138.24 | 6               | 45.91           | 6               | 92.33           |
| 7    | Narumi Takahashi / Ryuichi Kihara | Japon      | 131.26 | 7               | 45.35           | 7               | 85.91           |

### Danse sur glace
| Rang | Nom                                    | Pays        | Points | Danse courte | Danse courte | Danse libre | Danse libre |
| ---- | -------------------------------------- | ----------- | ------ | ------------ | ------------ | ----------- | ----------- |
| 1    | Kaitlyn Weaver / Andrew Poje           | Canada      | 169.42 | 1            | 67.51        | 1           | 101.91      |
| 2    | Ksenia Monko / Kirill Khaliavin        | Russie      | 152.54 | 3            | 59.70        | 2           | 92.84       |
| 3    | Kaitlin Hawayek / Jean-Luc Baker       | États-Unis  | 146.41 | 4            | 58.50        | 3           | 87.91       |
| 4    | Nelli Zhiganshina / Alexander Gazsi    | Allemagne   | 138.41 | 6            | 54.13        | 4           | 84.28       |
| 5    | Penny Coomes / Nicholas Buckland       | Royaume-Uni | 137.88 | 2            | 60.49        | 6           | 77.39       |
| 6    | Cathy Reed / Chris Reed                | Japon       | 130.88 | 7            | 50.55        | 5           | 80.33       |
| 7    | Victoria Sinitsina / Nikita Katsalapov | Russie      | 122.31 | 5            | 54.94        | 8           | 67.37       |
| 8    | Emi Hirai / Marien dela Asuncion       | Japon       | 112.04 | 8            | 44.38        | 7           | 67.66       |

## Source
- (en) Résultats du Trophée NHK 2014 sur le site de l'ISU